# Яндекс.Острова
Яндекс.Острова — интерфейс поисковой выдачи от российской компании Яндекс в виде интерактивных блоков, установленный в 2014 году.
Внедрение новых возможностей происходило постепенно. «Острова» были представлены 16 мая 2013 года на ежегодной конференции Яндекса по цифровому маркетингу YaС/m. С 24 июля 2013 года служба находилась в режиме бета-тестирования по адресу beta.yandex.ru. Первые элементы «островного» интерфейса на главной странице появились 5 июня 2014 года — правда, они коснулись лишь дизайна (изменилось положение навигационной панели, вид поисковой строки). 3 июля 2014 года для 15 % аудитории Яндекса стали доступны сами «островные» блоки. 7 мая 2015 года проект закрыт.

## Краткие сведения
Обычная поисковая выдача состоит из 10 ответов с короткими аннотациями — сниппетами, которые долгое время представляли собой лишь текстовые блоки. Постепенно к голому тексту стали добавляться время работы организации, адрес, страницы в соцсетях и телефон, ссылки на популярные подразделы сайта и т. д. Использование партнёрских программ и микроразметки позволило ещё больше увеличить размер блоков и создать расширенный сниппет. Кроме того, ещё с 2000 года Яндекс начал вводить информационные блоки между поисковой строкой и результатами поиска — колдунщики. Колдунщики базируются на сервисах Яндекса и дают пользователю возможность получить мгновенный ответ, не переходя со страницы поисковой выдачи. К примеру, были созданы колдунщики графика отключения горячей воды, Яндекс.Музыки, Яндекс.Карт, Яндекс.Расписаний и т. д. Постепенно назрела идея предоставить возможность каждому сайту создавать свои интерактивные блоки, или Острова.

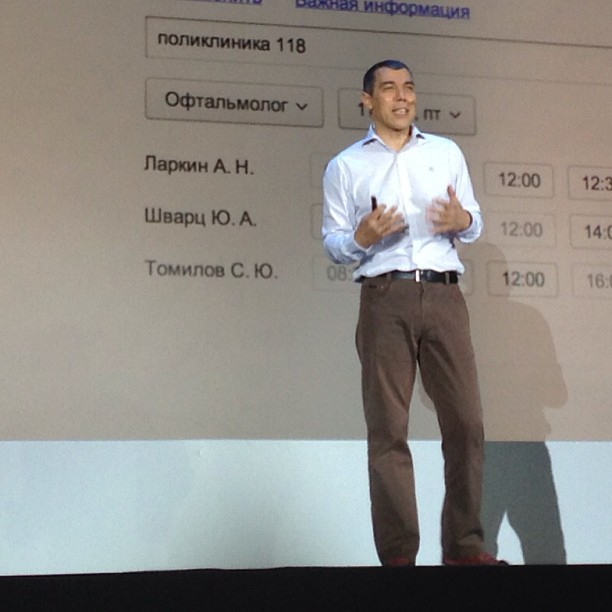
Илья Сегалович представляет платформу «Острова»

Основные типы блоков поисковой выдачи Яндекса

Проект нового интерфейсного решения зародился в Яндексе за полтора года до официального релиза. Первая версия дизайна появилась на yandex.com (сайт для поиска по мировому интернету от Яндекса, выступает в качестве тестовой площадки и поддерживается калифорнийским подразделением компании Яндекс.Лабс). После проработки деталей и интерфейса блоков возникла идея предоставлять возможность их создания именно вебмастерам, а не делать силами поисковика.
«Острова» создают сами владельцы сайтов на основе предоставленной Яндексом документации. Вебмастера сами решают, какую информацию передать на страницу поисковой выдачи и передавать ли её вообще. «Острова» позволяют представить контент в наглядном виде, в том числе с обновлениями в реальном времени, начать, не переходя со страницы поисковых результатов, процедуру поиска по категориям сайта, осуществить транзакцию, полностью или частично. К примеру, есть возможность заполнить поля регистрации на странице Яндекса, а закончить её уже на конкретном сайте. Кроме того, «Острова» учитывают поведенческий фактор. В перспективе это должно повысить результативность поисковой выдачи. Сайты будут давать почти моментальный ответ на заданный пользователем вопрос. Переходя на сайт, пользователь будет гораздо более замотивированным на совершение какого-либо действия (например, покупки), что повысит конверсию.
Яндекс.Острова — последний проект, над которым работал Илья Сегалович. Впоследствии проект был закрыт.